# آلفس د کینتانادوئنیاس
آلفس د کینتانادوئنیاس (به اسپانیایی: Alfoz de Quintanadueñas) یک شهرستان در اسپانیا است.